# Британський експедиційний корпус (Перша світова війна)
Британський експедиційний корпус у 1-й світовій війні, також Британські експедиційні сили (англ. British Expeditionary Force (World War I) (BEF) — угруповання Збройних сил Великої Британії, яке брало участь у бойових діях на Західному фронті в період 1-ї світової війни.
Планування створення першого Британського експедиційного корпусу розпочалося за часів реформ британського військового міністра Річарда Холдейна в британській армії по результатах Другої бурської війни.
Визначення Британські експедиційні сили в основному вживалося для позначення британських військ, що билися у Франції до кінця Першої Іпрської битви 22 листопада 1914 року. Альтернативно вважається завершенням існування визначених експедиційних сил 26 грудня 1914 року, коли британські війська на континенті були розділені на 1-шу та 2-гу британські армії (3-тя, 4-та та 5-та армії були утворені значно пізніше). Водночас, термін BEF залишався офіційним протягом усього світового конфлікту на Західному фронті.

## Участь у війні
Британський експедиційний корпус висадився на початку серпня 1914 у французьких портах Руан, Булонь і Гавр і зосередилися в районах Ле-Като, Мобеж. Складався з 4 піхотних дивізій і 1 кавалерійської бригади загальною чисельністю 70 тис. чоловік і в такому складі 22 серпня почали бойові дії проти німецьких військ.
Уряд Великої Британії вважаючи, що основні завдання війни на Європейському театрі війни має вирішувати Франція, спочатку не передбачав значного збільшення Британського експедиційного корпусу. Проте, в ході війни британське керівництво було змушене розгорнути на Європейському континенті великі сили, чисельність яких до кінця війни сягала 1,5 млн чол. До складу експедиційного корпусу входило 65 дивізій, об'єднаних в 4 армії; вони включали війська метрополії, домініонів і колоній Великої Британії.
Британським експедиційним корпусом командували фельдмаршал Дж. Френч (з серпня 1914) і генерал Д. Хейг (з грудня 1915).
Війська БЕК брали участь у великих боях на півночі Франції: у тому числі на Марні (1914), у Фландрії (1914, 1918), на Іпрі (1915, 1917), на Соммі (1916), в районі Камбре (1917), у загальному наступі союзників у 1918. Майже протягом всієї війни Британський експедиційний корпус НЕ був підпорядкований французькому командуванню і тільки у квітні 1918 французький генерал Ф. Фош був призначений головнокомандувачем збройних сил Антанти на Європейському театрі війни.